# Liste des épisodes de Banshee

Cet article présente la liste des épisodes de la série télévisée américaine Banshee.

## Panorama des saisons
| Saison | Saison | Nombre d'épisodes | Diffusion originale sur Cinemax | Diffusion originale sur Cinemax |
| Saison | Saison | Nombre d'épisodes | Début de saison                 | Fin de saison                   |
| ------ | ------ | ----------------- | ------------------------------- | ------------------------------- |
|        | 1      | 10                | 11 janvier 2013                 | 15 mars 2013                    |
|        | 2      | 10                | 10 janvier 2014                 | 14 mars 2014                    |
|        | 3      | 10                | 9 janvier 2015                  | 13 mars 2015                    |
|        | 4      | 8                 | 1er avril 2016                  | 20 mai 2016                     |

## Liste des épisodes

### Première saison (2013)
1. Le Nouveau Shérif (Pilot)
2. La Rave-party (The Rave)
3. Le Nouveau Boss (Meet the New Boss)
4. Les Frères Moody (Half Deaf Is Better Than All Dead)
5. L'Âme sœur (The Kindred)
6. L'Albinos (Wicks)
7. Le Cavalier de l'enfer (Behold a Pale Rider)
8. Jusqu'à la mort (We Shall Live Forever)
9. Réunion de famille (Always a Cowboy)
10. Au seuil de la folie (A Mixture of Madness)

### Deuxième saison (2014)
1. Menu fretin (Little Fish)
2. L'Homme-tonnerre (The Thunder Man)
3. Le Sentier de la guerre (The Warrior Class)
4. Les Liens du sang (Bloodlines)
5. La Vérité sur les licornes (The Truth About Unicorns)
6. Les Armées d'hommes seuls (Armies of One)
7. Les Façons d'enterrer un homme (Ways to Bury a Man)
8. Le Mal par le mal (Evil For Evil)
9. Retour au pays (Homecoming)
10. Des balles et des larmes (Bullets and Tears)

### Troisième saison (2015)
1. Les Épreuves du feu (The Fire Trials)
2. Serpents et des trucs du genre (Snakes and Whatnot)
3. Un recolleur de morceaux (A Fixer of Sorts)
4. La Vie est un cauchemar (Real Life is the Nightmare)
5. Le Jugement du Clan' (Tribal)
6. Un temps pour tuer (Bury the Dead)
7. On n'échappe pas aux Morts (We Were All Someone Else Yesterday)
8. Règlements de comptes (All The Wisdom I Got Left)
9. À moi la vengeance (Even God Doesn't Know What to Make of You)
10. On finit tous par payer (We All Pay Eventually)

### Quatrième saison (2016)
Cette dernière saison sera composée de 8 épisodes. Elle sera diffusée à partir du 1er avril 2016.
1. Résurrection (Something out of the Bible)
2. Le fardeau de la beauté (The Burden of Beauty)
3. Le retour de Job (The Book of Job)
4. L'innocence en question (Innocent Might Be a Bit of a Stretch)
5. Mieux vaut tard que jamais (A Little Late to Grow a Pair)
6. Droit de vie et de mort (Only One Way a Dogfight Ends)
7. Vérités et mensonges (Truths Other Than the Ones You Tell Yourself)
8. Requiem (Requiem)